# Tetraneuromyia multipartita
Tetraneuromyia multipartita är en tvåvingeart som beskrevs av Boris Mamaev 1998. Tetraneuromyia multipartita ingår i släktet Tetraneuromyia och familjen gallmyggor. Inga underarter finns listade i Catalogue of Life.